# Marco Antonio Rivera Useche
Pour les articles homonymes, voir Rivera.
Marco Antonio Rivera Useche est un compositeur vénézuélien, né à San Cristóbal le 19 juin 1895 et mort dans la même ville le 15 juillet 1990.

## Biographie
Il est le fondateur de l'Orchestre de chambre de l'État de Táchira. 

## Œuvres
- Hymne de l'État de Táchira
- Nombreuses valses